# 필사탁
필사탁(畢師鐸, ? ~ 888년 3월 2일)은 중국 당나라 말기의 무장이었다. 그는 당초 왕선지와 황소의 농민 반란군의 일원이었으나, 후에 당나라의 장수가 되었다. 887년 회남절도사(淮南節度使, 본부는 지금의 강소성 양주시에 있었다) 고병에 대한 그의 반란은 한때 부유했던 번진(藩鎭)을 황폐에 빠트린 계속된 전쟁의 시작이 되었다.

## 생애

### 배경, 그리고농민 반란에 참가하다
필사탁은 조주(曹州) 원구현(冤句縣, 지금의 산동성 하택시 동명현 일대 및 모단구 서남쪽 지역) 출신으로, 언제 태어났는지는 알려진 바 없다. 황소도 그곳 출신이었다. 874년, 왕선지가 당 희종의 치세에 맞서 반란을 일으키자, 필사탁은 반란에 참가하였다. 그는 기마술과 궁술에 뛰어나기로 유명했고, 그의 추종자들은 그를 “요자(鷂子, 황조롱이)”라고 불렀다. 878년 왕선지의 사후, 필사탁은 황소를 따랐던 것으로 보인다. 879년, 당시의 진해군(鎭海軍, 본부는 지금의 강소성 진강시에 있었다) 절도사 고병은 그의 장수 장린(張璘)과 양찬(梁纘)을 파견하여 황소를 공격하게 하였고, 그들은 여러 차례에 걸쳐 황소를 격파하였다. 필사탁은 진언, 이한지, 허경(許勍) 등을 포함한 몇몇 다른 주요 황소 추종자들과 함께 고병에게 투항하였고, 이후 고병의 부하가 되었다.

### 고병휘하에서
이후의 대결에서, 고병은 황소에 맞서 승리를 거두었고, 필사탁은 양찬과 함께 승리의 큰 기여자였다고 한다. 그러므로 고병은 그를 잘 대우해 주었다. 879년 고병이 회남절도사로 전임된 후, 필사탁은 880년 7월에 회남도의 장수로 언급되었기 때문에, 거기서 그를 따랐던 것으로 보인다. 그 무렵, 전세는 고병에게서 등을 돌려 있었다. 황소가 장린을 전투에서 죽이고, 북쪽으로 진격해 와서 회남도의 수도 양주에 육박해 오고 있었기 때문이었다. 필사탁은 그에게 황소의 목적은 당나라 중심부를 파괴하기 위하여 북쪽으로 한 발 더 나아가서 전진하는 데에 있다는 것을 경고하고, 고병에게 황소를 막을 다른 공격을 시도할 것을 건의하였다. 하지만, 장린의 패전과 죽음에 괴로워하던 고병은 황소를 막을 어떠한 시도조차 하지 않았다. 황소는 이후 동도(東都) 낙양과 제도(帝都) 장안을 향해 진군을 계속하였다.

### 고병에 맞서반란을 일으키다
887년, 필사탁은 회남도 좌상도지병마사(左廂都知兵馬使)로 있었다. 당시 도사 여용지를 신임했던 고병은 여용지에게 번진의 사무를 사실상 맡겼는데, 그의 숙장(宿將)이었던 좌효웅군사(左驍雄軍使) 유공초(兪公楚)와 우효웅군사(右驍雄軍使) 요귀례(姚歸禮) 등이 여용지의 참소(讒訴)로 죽임을 당했을 정도였고, 이는 번진의 장수들이 죽음을 두려워하는 것으로 이어졌다. 필사탁은 특히 황소의 전 추종자라는 자신의 지위 때문에 불안해하고 있었다. 나아가, 필사탁은 자기 첩 중 하나가 관련된 사건을 두고 여용지와 다투었었다. 그 첩은 아름답기로 유명했는데, 여용지는 그녀의 아름답다는 평판 때문에 그녀의 모습을 보고 싶어했고 필사탁은 거부하였다. 그러나 어느 날, 필사탁에 집에 없었을 때, 여용지는 그래도 그녀를 보러 갔고, 분노한 필사탁은 그녀를 집안에서 쫓아냈다.
887년 4월, 채주에서 희종의 통치에 반항하던 군벌 봉국군(奉國軍, 본부는 지금의 하남성 주마점시에 있었다) 절도사 진종권이 장수들을 보내 인근 번진들을 공격하였다. 진종권이 자신의 구역으로 군대를 파견하고 있다는 소식을 들은 고병은 필사탁에게 특수부대인 백기(百騎) 군단을 이끌고 고우로 가서 진종권의 진격에 맞설 채비를 하게 하였다. 필사탁이 떠나려 할 즈음, 여용지는 그를 각별히 잘 대해 주었는데, 이는 필사탁이 여용지가 그에게 반대하는 행동에 대한 자신의 경계를 늦추려고 의도하고 있다는 것을 두려워하는 것으로 이어졌다. 심지어 필사탁의 어머니조차도 두려웠고, 그녀는 그에게 사자를 보내 말하였다.
| “ | “그 같은 무슨 일이 일어나도, 너는 스스로 노력을 해야 한다. 너의 어머니나 아이에 관해서는 걱정하지 말거라.” | ” |

필사탁은 고우진알사(高郵鎭遏使, 지금의 강소성 양주시의 현급시 고우시) 장신검(張神劍, 그의 딸은 필사탁의 아들과 혼인해 있었다)과 상의하였는데, 장신검은 여용지가 필사탁에 대한 조치를 취하지 않을 것이라고 생각하였다. 하지만 그때, 고병의 아들들 중 한 사람인 사십삼랑(四十三郞)이란 자가 필사탁이 여용지의 악랄한 본성을 밝힐 이 기회를 이용할 수 있도록 여용지에 대한 조치를 취해 주기를 원하여, 일부러 필사탁에게 밀사를 보내 말하였다.
| “ | “여용지는 영공(令公, 고병. 그는 중서령(中書令)의 명예 재상직을 맡고 있었다)과 자주 만나서 당신에 대한 조치를 취하려고 한다. 벌써 장 상서(尙書, 장신검. 그는 상서라는 명예 장관직을 맡고 있었다)에게도 지시가 전송되었다. 조심해라!” | ” |

필사탁은 장신검과 마주하였고, 장신검은 그에 관해 아무것도 몰랐으나, 이후 필사탁 및 필사탁의 친구인 회녕군사(淮寧軍使, 회구(淮口, 사수(泗水)가 회수로 흘러들어가는 지점)에 있는 기지부대(基地部隊) 사령관) 정한장과 함께 여용지에 대해 반란을 일으키는 데 동의하였다.
887년 5월 1일, 필사탁과 정한장은 여용지를 비난하는 공식성명을 발표한 후, 고우를 출발하여 양주를 향해 진격하였다. 여용지는 수비를 감독하였고, 초반에는 필사탁의 공격을 물리칠 수 있었다. 자신의 군대가 양주를 함락시키기에는 충분히 강력하지 못하다는 것을 깨달은 필사탁은 당시 선흡도(宣歙道, 본부는 지금의 안휘성 선성시에 있었다) 관찰사로 있던 진언에게 서신을 보내 그에게 회남절도사 직을 제안하며 구원을 요청하였다. 진언은 그의 장수 진조(秦稠)에게 3,000명의 병력을 주어 필사탁의 지원군으로 파견하였다. 한편, 고병과 여용지가 성안에서 사이가 틀어지자, 고병은 여용지에 맞서 지키기 위해 자신의 조카 고걸(高傑)이 지휘하는 자신의 자성(子城, 본성에 딸린 작은 성)에서 방어를 펼쳤다. 고병은 이후 대장 석악(石鍔)을 파견하여 필사탁의 어린 아들과 함께 필사탁을 만나게 하였다. 필사탁은 그의 어린 아들을 고병에게 돌려보내라고 명하면서 말하였다.
| “ | “영공께서 여용지와 장수일(張守一, 여용지의 측근이자 역시 고병이 신임하던 도사)을 처형해서 그의 의도를 내게 보여준다면, 나는 반드시 그의 은혜를 저버리지 않을 것이며, 기꺼이 내 처자식을 인질로 있게 할 용의가 있다.” | ” |

여용지가 선제적으로 필사탁의 가족을 도륙낼 것을 두려워한 고병은 필사탁의 가족을 보호 관리 하에 두었다.
5월 17일, 필사탁은 양주를 맹공격하였으나, 여용지의 반격은 이를 격파하였다. 하지만 이 시점에서, 고걸이 여용지를 잡아다가 필사탁에게 보낼 생각으로 고병의 본부에서 공격해 왔다. 그 소식을 들은 여용지는, 양주를 버리고 달아났다. 다음날, 필사탁은 자신의 군대를 동원해 성을 약탈케 하여 무력을 과시하였다. 고병은 그를 만나야 했고, 이후 그를 절도부사(節度副使)로 삼아 그에게 번진의 전권을 이양해야 했다. 그 후, 필사탁은 진언에게 서신을 보내, 그가 그의 지위를 맡으러 양주로 빨리 와 줄 것을 요구하였다. (이는 필사탁에게 그가 고병을 명목상의 절도사로서 대신 예우해 주어야 하며, 진언이 도착하면 그는 힘을 잃어버릴 것이고 회남도 치하에 있는 다른 주들이 반드시 진언 휘하에서 기꺼이 섬기려고 하지 않을 것이며, 따라서 전쟁과 유혈 사태를 가져온다는 점을 지적하면서, 진언이 직책을 맡게 하는 것을 거부하라고 주어진 정반대되는 조언에도 불구한 것이었다.) 또, 그는 고병의 전 일가족을 가택 연금시켰다. 진언은 도착하자마자, 필사탁을 회남도 행군사마(行軍司馬)로 삼았으나, 그 사무실은 아성(牙城, 본부) 밖으로 옮겼다.

### 양행밀에게 패망하다
필사탁에게 거절당한 예언대로, 여주자사 양행밀은 진언을 인정할 생각이 없었고, 그는 화주자사 손단(孫端)의 지원을 받아 양주를 향해 진격하였다. 장신검(그는 필사탁이 자신과 전리품을 나누어 갖기를 거절한 일로 분노해 있었다)도 그랬듯이, 여용지는 그와 합세하였다. 양행밀은 6월 20일부터 양주를 포위하였다.
진언은 필사탁과 정한장에게 양행밀에 맞서 반격을 지휘하게 하였으나, 양행밀은 과감히 그들을 격파하였고, 그 결과 진언은 이후 포위에 맞서 다른 반격에 나설 엄두를 내지 못하게 되었다. 또 그는 고병이 자신과 그의 병사들을 저주하는 주술을 쓸 것을 우려하여, 고병과 그의 온 가족을 처형해 버렸다. 포위는 수개월간 계속되어, 그러한 성 안에서는 심각한 식량난에 빠졌고, 선흡 번진에서 온 진언의 병사들은 인육을 식량으로 삼아 먹고 있었다. 그럼에도 불구하고, 양행밀은 좀처럼 성을 함락시키지 못했고 철수까지 생각하였다. 하지만 11월 18일에 여용지의 부장 장심위(張審威)가 성문을 열고 양행밀의 군대를 성안으로 맞아들였다. 그 소식을 들은 진언과 필사탁은, 자신들이 예언자의 능력을 가지고 있다고 믿고 있던 비구니 왕봉선(王奉仙)과 상의하였다. 왕봉선은 그들에게 달아날 것을 권하였고, 그들은 그렇게 하면서 양행밀이 성을 점령하게 하였다.
진언과 필사탁은 당초 양주 근처의 동당(東塘)으로 달아나려 하였으나, 그때 동당을 점거하고 있던 대장 장웅이 그들을 받아들이기를 거부하였다. 그들은 남쪽을 향해 선흡도의 수도인 선주로 돌아갈까 생각하였다. 하지만 바로 그 때, 진종권의 동생 진종형(秦宗衡)이 지휘하는 진종권군이 근처에 도착하였고, 진종형은 진언과 필사탁에게 사자를 보내 그들에게 힘을 합쳐 양행밀에 대항하자고 요청하였다. 이어 그들은 진종형과 합세하였다.
얼마 안 가서, 진종형은 그의 부사(副使) 손유에게 암살당하였고, 손유는 그 군대를 장악하였다. 손유는 진언, 필사탁과 함께 고우를 공격해 함락시켰다. 장신검은 양주로 달아나야 했고, 거기서 양행밀은 그를 죽였다. 하지만 손유는 진언과 필사탁을 신용하지 않았고, 그들의 병사들을 그들에게서 점점 빼앗아 갔다. 결국에는 손유가 그들을 죽일 것을 깨달은 그들의 비장(裨將) 당굉(唐宏)은 진언과 필사탁이 선무군(宣武軍, 본부는 지금의 하남성 개봉시에 있었다) 절도사 주전충과 내통했다고 무고해서 자기 목숨을 건지려고 작정하였다. 888년 초, 손유는 진언, 필사탁과 정한장을 처형하였다.

## 출전, 주해 및 참고 자료
1. 1 2 3 4  대만 중앙연구원 중국력(中國曆) ↔ 서력(西曆) 변환기
2. 1 2 3 4 5 6 7 8 9 10 11 12 13 14 15  《자치통감》, 권257.
3. 1 2 3 4  《구당서》, 권182.
4. ↑  《신당서》, 권225 (2).
5. ↑  《자치통감》, 권252.
6. 1 2  《자치통감》, 권253.

- 《구당서》, 권182.
- 《자치통감》, 권253・257.